# Lakatoi (voilier)

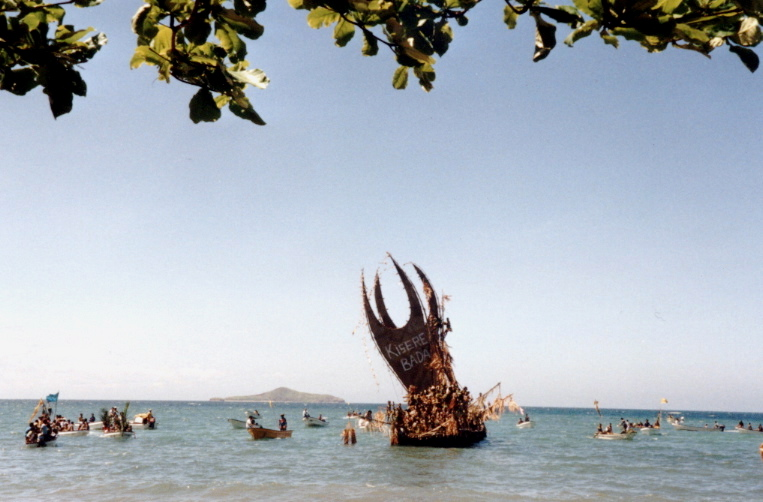
Lakatoi actuel au festival Hiri Moale

Un lakatoi ou lagatoi (langue Motu) est un type de grand voilier de Papouasie Nouvelle-Guinée, à double coque et voiles austronésiennes sur deux mâts.   
Ces voiliers étaient utilisés par les Motus dans le commerce traditionnel du golfe de Papouasie, appelé "Hiri".  

## Galerie d'images
|  |  |  |  |